# Rehabilitación social
La rehabilitación social es la circunstancia en la que personas con desórdenes mentales consiguen incrementar su nivel de funcionamiento social, aunque el término se utiliza para identificar los servicios y asistencia que se brinda para ayudar a personas que han estado encarceladas para que logren encauzar su vida en una forma apropiada.
La sociedad afecta la psicología de un individuo al establecer una serie de reglas, expectativas y leyes. El trabajo de rehabilitación psiquiátrica es realizado por consejeros de rehabilitación (especialmente los individuos educados en rehabilitación psiquiátrica), consejeros profesionales con licencia (que trabajan en el campo de la salud mental), consultores o especialistas en rehabilitación psíquica (empresas privadas), niveles de maestría y doctorado de nivel universitario, clases de disciplinas relacionadas con la salud mental (psiquiatras, trabajadores sociales, psicólogos, terapeutas ocupacionales) y apoyo comunitario o trabajadores de la salud aliados representados en la nueva fuerza laboral de apoyo directo profesional (por ejemplo, ayudantes psiquiátricos).
Los servicios de rehabilitación pueden incluir: servicios residenciales comunitarios, alojamiento en el lugar de trabajo, empleo o educación con apoyo, empresas sociales, equipos de tratamiento comunitario asertivo (o extensión) que asisten a agencias de servicios sociales, gestión de medicamentos (por ejemplo, capacitación y apoyo de automedicación), vivienda, Programas, empleo, problemas familiares, habilidades de afrontamiento y actividades de la vida diaria y socialización. Tradicionalmente, los programas de servicio de "24 horas" (opciones supervisadas y reguladas) se basaban en el concepto de habilidades instrumentales y de la vida diaria tal como se formuló en la definición de la Organización Mundial de la Salud (OMS).
Una revisión sistemática de 15 estudios, la mayoría realizados en Asia, particularmente China, y uno en Sudáfrica, encontró evidencia de que la rehabilitación social genera un impacto positivo en personas con discapacidades. De seis estudios centrados en personas con discapacidades físicas, tres mostraron efectos beneficiosos para casos de apoplejía. Uno demostró un efecto beneficioso en casos de artritis y otro en personas con enfermedad pulmonar obstructiva crónica. Los nueve estudios centrados en casos de discapacidad mental mostraron efectos beneficiosos en esquizofrenia, demencia y discapacidad intelectual. Resulta necesaria una evaluación costo-efectividad de las rehabilitaciones que permita evaluar la asignación de los recursos.